# Óblast de Qurghonteppa
Óblast de Qurghonteppa (también conocido como Kurgán-Tyube) era una subdivisión administrativa de Tayikistán hasta 1988, cuándo  esté fusionado con el óblast de Kulob para crear la provincia de Khatlon.

## Historia
Qurghonteppa fue creado como distrito  en 1924 cuándo Tayikistán era parte  de la Unión Soviética. En 1929 el distrito fue disuelto. En 1938 fue creado el distrito de Stalinobad y el 7 de enero de 1944 el óblast de Qurghonteppa. Los distritos incluidos en el óblast fueron Voroshilovobod, Dangara, Dahanakiik, Kaghanovichobod, Kirovobod, Kuibeshev, Qurghonteppa, Mikoyanobod, Molotovobod, Oktyabr, Jilikul y Shahritus. El 24 de agosto de 1947 el óblast fue abolido. 
En abril de 1977 el óblast de Qurghonteppa fue reconstituido, sólo para ser abolido y fusionado con el óblast de Kulob en septiembre de 1988. El nuevo óblast combinado fue nombrado Khatlon. El óblast de Qurghonteppa fue más tarde recreado y finalmente abolido una vez más en 1992. 
La capital del óblast de Qurghonteppa era la ciudad homónima de Qurghonteppa (Kurgán-Tyube), la cual es ahora la capital de la provincia de Khatlon. La población del óblast incluía comunidades emigrantes de otros lugares en Tayikistán, incluyendo gharmis y pamiris, que se asentaron en el valle del río Vajsh. El óblast de Qurghonteppa sufrió de una gran violencia durante el primer año de la guerra civil de Tayikistán. Muchas figuras importantes del Partido de Renacimiento Islámico de Tayikistán nacieron en Qurghonteppa, incluyendo Sayid Abdulloh Nuri.
- Datos: Q1999779
- Multimedia: Provinces of Tajikistan / Q1999779